# Hate
Hate (укр. «Ненависть») — польський блек-дез-метал колектив з Варшави який заснував 1990-го року Адам «The First Sinner» Бушко.

## Склад
- Адам «The First Sinner» Бушко — вокал, гітари (від 1990)
- Konrad "Destroyer" Ramotowski -- гітара (від 2006)
- Павел «Paul» Ярошевич[pl] — ударні (від 2014-го)
- Tomasz "Tiermes'' Sadlak Бас-гітара (концертний учасник) (від 2018)

## Дискографія

### Альбоми
- Deamon Qui Fecit Terram, 1996
- Lord Is Avenger, 1998
- Cain’s Way, 2002
- Awakening of the Liar, 2003
- Litanies Of Satan (DVD), 2004
- Anaclasis - A Haunting Gospel Of Malice & Hatred, 2005
- Morphosis, 2008
- Erebos, 2010
- Solarflesh: A Gospel of Radiant Divinity, 2013
- Crusade:Zero, 2015
- Tremendum, 2017
- Auric Gates of Veles, 2019

### EP, компіляції
- Victims, 1999, (EP)
- Evil Decade of Hate, 1999
- Gateways To Hell: Tribute To Slayer, 2000
- Holy Dead Trinity, 2001